# Законодательное собрание Коми-Пермяцкого автономного округа
Законодательное собрание Коми-Пермяцкого автономного округа (коми-перм. Коми - Пермяцкöй автономнöй округлöн Законодательнöй Собране) — законодательный (представительный) однопалатный орган государственной власти Коми-Пермяцкого автономного округа в 1994-2006 гг., являлся постоянно действующим высшим и единственным органом законодательной власти области. Законодательное Собрание состоял из 15 депутатов.
На основании части 1 ст. 104 Конституции Российской Федерации, обладал правом законодательной инициативы.

## Председатель
- Четин, Иван Васильевич (11 апреля 1994 — 9 декабря 2001)
- Ваньков, Валерий Антонович (21 декабря 2001 — 3 декабря 2006)